# Džang Dongsun
Džang Dongsun (poenostavljena kitajščina: 张东荪; tradicionalna kitajščina: 張東蓀; Wade–Giles: Chang Tung-sun; pinjin: Zhang Dongsun), kitajski filozof, * 9. december 1886, Hangdžov, Džedžjang, Kitajska, † 2. junij 1973, Peking, Kitajska.
Džang Dongsun spada med vodilne kitajske filozofe dvajsetega stoletja. Zaslovel je predvsem po svoji izjemni sposobnosti predstavitve in tradicionalnemu kitajskemu duhu prilagojene interpretacije zahodne miselnosti.
Bil je eden prvih filozofov, ki so kot alternativo k evropski, hegeljanski dialektiki nadgradili ter podrobno izdelali sistem korelativne dialektike, ki temelji na daoistični filozofiji ter na teoretskih izhodiščih Knjige premen (Ji džing).
Skozi ves njegov ontološki in spoznavnoteoretski opus je prepoznaven tudi močan vpliv filozofije čan budizma. Zato je njegova teorija eno prvih konsistentnih in v sebi zaključenih sintez tradicionalnih kitajskih ter modernih evroameriških idej.
Kot prvi moderni kitajski filozof je ustvaril lastni teoretski sistem - osredotočil se je na področje epistemologije, poimenoval ga je panstrukturalistična epistemologija.
Hkrati pa je ostal zakoreninjen tudi v svoji lastni tradiciji.

## Življenje
Džang Dongsun je bil rojen v provinci Džedžjang na jugu Kitajske. Po končani srednji šoli je odpotoval na Japonsko, kjer je na Tokijski univerzi pet let študiral filozofijo. Po vrnitvi v domovino (leta 1911) je poučeval na različnih kitajskih visokih šolah in univerzah. 
V obdobju prve kitajske republike je deloval v Nankingu kot generalni sekretar ministrstva za notranje zadeve, kjer je ustanovil tudi vrsto nadvse vplivnih revij in časopisov za »nove intelektualce«. Leta 1934 je skupaj z Džang Džunmajem ustanovil Državno socialno stranko (Guodžja šehui dang), ki se je kmalu zatem preimenovala v Socialdemokratsko stranko (Mindžu šehui dang). Še pred tem je v medijih sprožil precej odmevno polemiko o teoretski problematiki marksističnega dialektičnega materializma, ki je pozneje zanj postala usodna. 
V prvih letih po ustanovitvi Ljudske republike Kitajske je v okviru nove vlade deloval v različnih visokih funkcijah, na primer kot član centralnega vladnega komiteja ter kot svetnik ministrstva za kulturo. Več let je delal kot redni profesor filozofije na Pekinški univerzi. Ob zaostritvi političnega nadzora intelektualcev kmalu po začetku protidesničarskega gibanja so mu leta 1958 prepovedali opravljati ta poklic. 
Tako je Džang najprej nekaj let na isti univerzi opravljal službo smetarja in pometača, pozneje, ob začetku kulturne revolucije, pa so ga zaprli v enega najzloglasnejših »prevzgojnih« taborišč Kitajske. Tam je samo nekaj let pred koncem tega vseobsežnega, radikalnega političnega gibanja umrl zaradi duševnega in telesnega trpinčenja.

## Delo
Čeprav je bil zaradi svoje kritike sinizacije marksističnih ideologij in z le-to povezane vloge političnega disidenta v zadnjih desetletjih dvajsetega stoletja po krivici skoraj popolnoma pozabljen, je v krogih kitajskih teoretikov v zadnjih letih ponovno zaznati vse večje zanimanje za njegovo delo. Ohranjenih je precej Džangovih del, ki pričajo o dejstvu, da je nedvomno sodil k najbolj pronicljivim in inovativnim kitajskim teoretikom dvajsetega stoletja.
K najpomembnejšim filozofskim delom sodijo Znanost in filozofija (Kešue ju džešue), Filozofska abeceda (Džešue Abc), O kulturi in filozofiji Vzhoda in Zahoda (Du dongši venhua dži či džešue), Epistemologija (Renshi lun), Nova formulacija pluralne epistemologije (Duojuan renši lun čongšu), Znanje in kultura (Džiši ju venhua), Ideal in družba (Lišjang ju šehui) ter Ideal in demokracija (Lišjang ju mindžu).
Nobeno od najpomembnejših del ni bilo v celoti interpretirano v slovenščino.

### Zahodna in kitajska miselnost
V prvih treh desetletjih dvajsetega stoletja je bil Džang eden najvplivnejših mislecev Republike Kitajske. Njegov sloves je temeljil na njegovi izjemni zmožnosti uvajanja zahodne misli na način, ki je združljiv z duhom kitajske tradicije. Kot prvi moderni kitajski filozof je ustvaril svoj teoretični sistem. Za razliko od večine njegovih sodobnikov, za katere je bil značilen revizionizem tradicionalne filozofije, Džangova teorija predstavlja sintezo, ki temelji na asimilaciji zahodne misli v okvir tradicionalnih metodoloških in konceptualnih diskurzov. Njegovo delo nakazuje ne le poglobljeno razumevanje zahodnih teorij, ampak tudi razumevanje jezikovnih struktur, ki jih pogojujejo.

### Epistemologija

#### Panstrukturalizem
V svoji epistemologiji, ki jo sam poimenuje 'panstrukturalizem', izhaja iz treh diskurzivnih temeljev, ki jih dopolni in sintetizira v konsistenten in inovativen sistem razlage človeškega zaznavanja, dojemanja in komunikacije. Prvi temelj izhaja iz Kantove filozofije, drugi iz nekaterih predpostavk čan budizma, tretji pa iz epistemološke specifike klasične kitajske filozofije. Pomembna predpostavka njegove spoznavne teorije je filozofski realizem, po katerem zunanji svet obstaja neodvisno od naše zavesti; poleg tega med pojavi zunanjega sveta in našim dojemanjem teh ni natančne korelacije. To pomeni, da teh pojavov ne moremo zaznati takšnih, kakršni v resnici so. Zato deli Džang, podobno kot Kant, stvarnost na prvotno podobo stvari (vude benšjang) in na to, kar imamo za stvari (vomen suovej vu). Čanbudistični vidik njegove teorije se kaže v stališču, po katerem zunanji povod naših občutij ni nikakršna substanca, temveč se nam kot taka samo kaže. Džang tako deontologizira kozmos, četudi ta ni popolnoma prazen kot v klasičnem budizmu, temveč obstaja kot zunanji red oziroma struktura zunanjega sveta. To, kar nam posredujejo naši čutno pogojeni vtisi, je modifikacija tega zunanjega reda. Tretji temelj njegove teorije je najti v klasični kitajski filozofski predpostavki o tem, da naše zaznavanje in dojemanje omogoča kompatibilnost struktur naše zavesti in zunanjega sveta.

#### Kulturna epistemologija
Kulturna epistemologija Džang Dongsuna je temeljila na "pluralistični teoriji znanja" (duojuan renši lun). Izhaja iz predpostavke, da je znanje kulturno določeno in zato v bistvu kulturne narave. To je vidik, ki še vedno ostaja precej aktualen, še posebej na področju medkulturnih raziskav. Njegove kulturno-filozofske študije temeljijo na podrobnih primerjalnih analizah kitajske in evropske misli, s posebno pozornostjo na vpliv jezikovnih struktur na različne filozofske sisteme ter povezavo med kulturno določenimi razlikami in sistemi logičnega sklepanja v različnih miselnih tradicijah. Kljub temu, da so bile Džangove primerjalne študije kitajske in zahodne filozofije napisane pred pol stoletja, ostajajo zelo pomembne tudi danes. Še naprej bodo osvetljevale aktualne razprave o kulturnih vprašanjih in vzbujale primerjalno filozofijo v našem času.

#### Jezik in zakonitost logike
Jezikovna analiza predstavlja pomemben del Džangove filozofije. Tudi njegova logika je tesno povezana z logiko jezika. Na tej predpostavki o vzajemnem vplivu jezika in mišljenja temeljijo vsa filozofska in logična izhodišča Džang Dongsuna. Posebej podrobno se je ukvarjal s tesno zvezo med jezikom in zakonitostmi logike.
Džang Dongsun je menil, da je bila logika dialoškega disputiranja (v smislu argumentov in protiargumentov, tj. teze in antiteze) razvita tudi v stari Grčiji, vendar se v Evropi ta oblika nelogične metode ni razvijala naprej, temveč se je posvečala predvsem razvoju formalne logike.
Tesna povezanost oziroma neločljivost jezika in logike se po Džangu kaže že v samem ustroju slovničnih struktur; tudi zakonitosti logičnih metod po njegovem mnenju izvirajo iz zakonitosti lingvističnih struktur. Logika pa ni zgolj diskurz jezika, temveč tudi orodje metafizike, na kateri temeljijo tudi ideologije, ki služijo kot notranje vezivo družb in kultur. Enega osrednjih razlogov za specifiko »kitajskega« mišljenja vidi v dejstvu, da znotraj strukture kitajskega jezika ni jasne ločnice med osebkom in povedkom in da ta jezik na morfološki ravni ne uporablja priponskih sprememb za izražanje kategorij določenega časa, spola ali števila. Kulturna pogojenost logike je zanj povezana tudi z določeno stopnjo kulturne pogojenosti spoznanja. Na podlagi te predpostavke in hkrati na temelju svoje panstrukturne epistemologije je ravil tudi specifično (med)kulturno spoznavno teorijo.
Džang Dongsun je bil prvi (znani) filozof, ki je formuliral koncept specifične tradicionalne kitajske logike. Poimenoval jo je korelativna logika (šjangguan li mingšue). V nasprotju s hegeljansko, gre torej pri starokitajski dialektični logiki (bjandženg mingšue) za dinamičen interrelacijski proces vzajemno odvisnih in dopolnjujočih se protipolov, ki jih najdemo že v teoretskih izhodiščih Knjige premen.